# Overton (Virginie)
Pour l’article homonyme, voir Overton.
Overton est une ville américaine du Comté d'Albemarle en Virginie.